# Acalypha chuniana
Acalypha chuniana é uma espécie de flor do gênero Acalypha, pertencente à família Euphorbiaceae.